# ソフィア (スペイン王妃)
ソフィア・デ・グレシア・イ・ディナマルカ（スペイン語: Sofía de Grecia y Dinamarca, 1938年11月2日 - ）は、スペインの前国王フアン・カルロス1世の王妃で、現国王フェリペ6世の母。
ギリシャ国王パウロス1世と妃フリデリキの長女。弟は最後のギリシャ国王コンスタンティノス2世。妹にイリニ王女。同じギリシャ王家出身のイギリス王配エディンバラ公フィリップと彼女の父パウロスとは従兄弟の関係にある。父方の曽祖父はドイツ皇帝フリードリヒ3世、母方の曾祖父も同じくドイツ皇帝でフリードリヒ3世の息子であるヴィルヘルム2世である。

## 略歴

### 生い立ち
アテネ郊外プシヒコ（en）で生まれた。彼女の誕生した日は国民の休日となり、恩赦が行われた。1939年1月9日、アテネ王宮の大広間で行われた正式行事である洗礼式において、ギリシャ正教会の首座主教であるアテネ大主教から洗礼を受けた。父方と母方の祖父である国王ゲオルギオス2世とブラウンシュヴァイク公爵エルンスト・アウグスト、両親であるパウロス王子と妃フリデリキ、パウロスの兄弟やおじたちなど肉親、イギリスやイタリアの大使が出席した。
第二次世界大戦が勃発すると、ドイツがギリシャへ侵攻したため、幼年時代に祖国を離れねばならなかった。王室が亡命したエジプトと南アフリカで初等教育を受け、1946年に帰国した。彼女は幼児教育、音楽、考古学を学び、母フリデリキ王妃が創設した産科医院ミテラで看護婦をしていた。ソフィアは国際バカロレア資格が取得できるドイツ南部にある全寮制学校、シューレ・シュロス・ザレム校（en）で学んだ。

### 結婚、スペイン王妃
1961年6月8日、ヨークで行われたイギリスのケント公爵エドワード王子（王子の母マリナはギリシャ王女で父パウロスの従妹）の結婚式に出席した際、未来のスペイン王であるフアン・カルロス王子と出会った。
1962年5月14日、ギリシャで結婚した。その際、カトリック教会での宗教婚、アテネ王宮での民事婚、正教会の儀式に則った宗教婚と、3度の式を挙げた。この結婚式には、新郎の父方の祖母がスペイン王妃ビクトリア・エウヘニア（イギリス王室出身）であることからヨーロッパの各王室から多くの代表が参列した。結婚に際してカトリックに改宗している。エレナ王女（1963年 - ）、クリスティーナ王女（1965年 - ）、フェリペ6世（1968年 - ）の3子がある。
夫フアン・カルロス1世は、ソフィアの人物像を「プロフェッショナル」と評した。ソフィアは当時すでに欧州の各王室にも少なくなりつつあった、生まれながらの王女から王妃になった女性であり、王族として幼い頃から教育を受けた故に、現在の王室の責務・行事と多岐にわたる役柄をこなす、その能力を高く買った発言と言える。
王妃の名前を冠した施設として、カナリア諸島のテネリフェ島にあるレイナ・ソフィア空港、マドリードのソフィア王妃芸術センターがある。

## 社会活動
- ムハマド・ユヌス設立のグラミン銀行を支援している。
- 麻薬撲滅運動に熱心に取り組んでいる。

## 人物
- 2012年に刊行された伝記によると、ソフィア王妃は闘牛を嫌う菜食主義者であるという[1]。
- 2010FIFAワールドカップではサッカースペイン代表の初優勝が懸った決勝戦を観戦した。またEURO2008の決勝戦も観戦し、スペイン代表が優勝すると試合後に選手のロッカールームを訪問し、選手らが汗などで汚れていたり更衣中で半裸であるのも咎めずに、選手らに称賛の言葉をかけた。

## 系譜
| ソフィア | 父: ギリシャ国王 パウロス1世 | 祖父: ギリシャ国王 コンスタンティノス1世            | 曾祖父: ギリシャ国王 ゲオルギオス1世[1]           |
| ソフィア | 父: ギリシャ国王 パウロス1世 | 祖父: ギリシャ国王 コンスタンティノス1世            | 曾祖母: ロシア大公女オルガ[2]                     |
| ソフィア | 父: ギリシャ国王 パウロス1世 | 祖母: ソフィア                                      | 曾祖父: ドイツ皇帝フリードリヒ3世[3]              |
| ソフィア | 父: ギリシャ国王 パウロス1世 | 祖母: ソフィア                                      | 曽祖母: イギリス王女ヴィクトリア[4]               |
| ソフィア | 母: フリデリキ               | 祖父: ブラウンシュヴァイク公 エルンスト・アウグスト | 曾祖父: ハノーファー王太子 エルンスト・アウグスト |
| ソフィア | 母: フリデリキ               | 祖父: ブラウンシュヴァイク公 エルンスト・アウグスト | 曾祖母: デンマーク王女テューラ[5]                 |
| ソフィア | 母: フリデリキ               | 祖母: ヴィクトリア・ルイーゼ                        | 曾祖父: ドイツ皇帝ヴィルヘルム2世[6]              |
| ソフィア | 母: フリデリキ               | 祖母: ヴィクトリア・ルイーゼ                        | 曾祖母: アウグステ・ヴィクトリア                  |

1. デンマーク国王クリスチャン9世とヘッセン＝カッセル＝ルンペンハイム方伯女ルイーゼの次男で、兄はデンマーク国王フレゼリク8世、姉は イギリス国王エドワード7世妃アレクサンドラ、妹はロシア皇帝アレクサンドル3世皇后マリア・フョードロヴナ及び[5]
2. ロシア皇帝ニコライ1世の次男コンスタンチン大公とアレクサンドラ・イオシフォヴナ大公妃の長女
3. [6]の父
4. イギリス女王ヴィクトリアとアルバートの長女
5. [1]の妹
6. [3]の長男